# Polígono industrial Romica
El Polígono Industrial Romica es un polígono industrial de la ciudad española de Albacete, ubicado al norte de la capital, con la que está conectado a través de la autovía de Romica. 
Es una de las áreas industriales más importantes de Castilla-La Mancha y la segunda más grande de la capital después de Campollano, con más de 5000 empleados. Ocupa una superficie de 2,7 millones de metros cuadrados en la que se encuentran establecidas más de 500 empresas.
Está declarado por la Consejería de Desarrollo Sostenible del Gobierno de Castilla-La Mancha como el primer polígono industrial de economía circular de la comunidad autónoma.

## Situación y accesos
Romica se sitúa a 5 km al norte de la ciudad, y se accede a él a través de la Autovía de Romica, construida sobre la carretera nacional N-322. Tiene conexión con las autovías A-31, A-32 y A-30, así como con las carreteras N-430 y N-320,  que junto con unas importantes comunicaciones vía férrea e incluso aéreas a través del Aeropuerto de Albacete, tiene conexión directa a menos de dos horas de un mercado potencial de cerca de 11 millones de habitantes.
En diferentes fases se encuentran las obras de la futura Circunvalación sur de Albacete, la Autovía del Júcar que comunicará Albacete con Cuenca, y que dará nuevos accesos al polígono, y la autovía que comunicará las dos zonas industriales más importantes de la ciudad, el Parque Empresarial Campollano con el de Romica.

## Transporte
El polígono industrial solo es accesible mediante transporte privado. No obstante, la Asociación de Empresarios de Romica lleva demandando al Ayuntamiento de Albacete la conexión a la ciudad mediante transporte público.

## Principales sectores
Romica se encuentra integrado fundamentalmente, y entre otros, por los sectores de la construcción, las energías eólicas, el sector agroalimentario, el logístico, el aeronáutico o los transportes.

## Historia

### Los inicios
El polígono Romica nació en 1997, aunque las primeras empresas se fueron instalando a partir de 1998. En ese mismo año el polígono ya contaba con 30 empresas promovidas por la asociación de empresarios.

### Desarrollo y mejora de infraestructuras
2007 fue un año fructífero para Romica, puesto que se anunció la conexión a la red de agua potable de la ciudad de todo el polígono de Romica, con lo que estas instalaciones se abastecen de las aguas provenientes del río Júcar. También se anunció la buena acogida que tuvo la venta de parcelas y se hizo público el servicio de seguridad privada de la zona industrial.
En 2008 se hizo público que las dos zonas industriales más importantes de la ciudad (Romica y Campollano) estarían conectadas en virtud del nuevo plan de urbanismo, y enlazarán con la nueva Autovía del Júcar (Albacete-Cuenca). Al año siguiente, en 2009, se anunció la edificación de un centro cívico en el polígono que de servicio a los empresarios, y que contaría con zonas comerciales, cafeterías, bares o entidades bancarias.

### Fuerte inversión empresarial

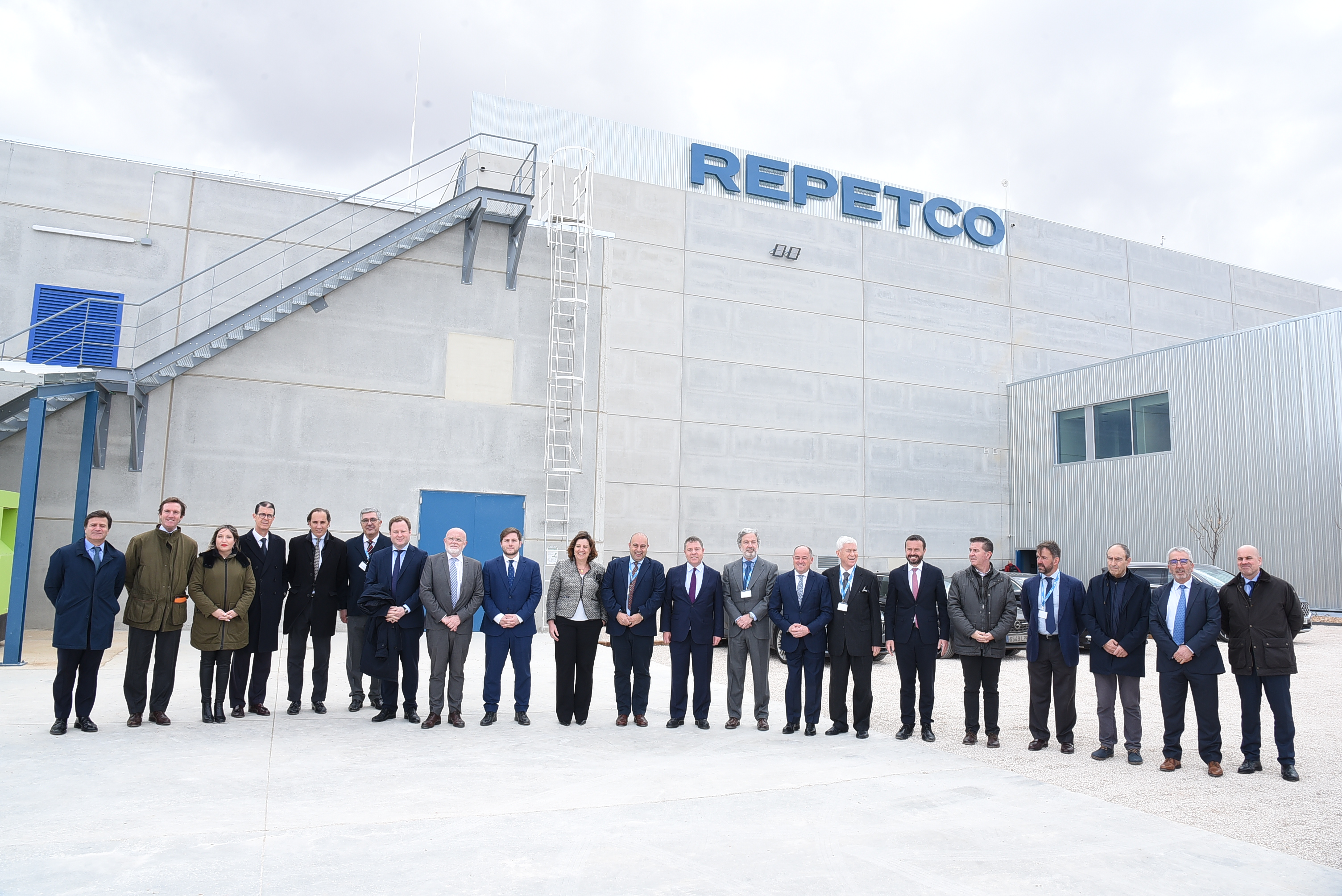
Repetco: planta de reciclaje de envases alimentarios de plástico PET multicapa

En 2019 Romica empleaba a más de 5000 personas en más de 500 empresas. El parque industrial había recibido una fuerte inversión empresarial de unos 300 millones de euros, lo que se traduce en la instalación de nuevas empresas entre las que se encuentran las dedicadas a la fabricación de herramientas, agricultura, construcción, transporte, parafarmacia, reciclaje y energía solar.
En 2021 la Consejería de Desarrollo Sostenible de la Junta de Comunidades de Castilla-La Mancha declaró este parque como el primer polígono industrial de economía circular de la región.
Repetco Innovations inauguró en 2023 su planta de reciclaje de envases alimentarios de plástico PET multicapa en Romica, en la que invirtió 65 millones de euros. Esta cuenta con capacidad para reciclar en torno a 75 000 toneladas de media al año de envases provenientes de la industria alimentaria.

### Futuro
El futuro del Polígono Romica va unido a la culminación de la conexión entre las zonas industriales más importantes de Albacete y a las obras de construcción de la Autovía del Júcar.

## Equipamiento y servicios
Romica cuenta con una amplia variedad de servicios que se verá completada con la edificación del centro cívico, el cual albergará zonas comerciales, restauración u oficinas bancarias. Además, cuenta con una entidad de conservación que se encarga de la limpieza y mantenimiento del polígono, un servicio de vigilancia privada, potabilizadoras y depósitos de agua, puntos de información o gasolineras.

## ADEPRO
ADEPRO es la Asociación de Empresarios del Polígono Romica, incorporada a FEDA, que es la Federación Empresarial de Albacete. Tiene su sede en la calle de los Empresarios número 6 de la ciudad de Albacete.
En 2009 se adhirió a la Federación Empresarial de Polígonos Industriales de la Provincia de Albacete (FEPAB), que agrupa a más de 2500 empresas de toda la provincia.